# Ion Pîrcălab
Ion Pîrcălab (né le 5 novembre 1941 à Bucarest) est un footballeur international roumain. Il a été surnommé « la Flèche des Carpates » par Helenio Herrera.
« Je me souviens de soirées épiques car Pircalab était un dribbleur fou. Il dribblait son défenseur, il s'arrêtait et le public applaudissait et hurlait pour qu'il le dribble de nouveau. » 
Il a effectué la plus grande partie de sa carrière au Dinamo Bucarest où il a inscrit 53 buts en 194 matchs dans Divizia A.
Il a également joué trois saisons en France, au Nîmes Olympique.
International roumain, il a disputé plusieurs tournois internationaux.
Il fait partie de la sélection olympique roumaine pour les Jeux olympiques de 1964 ou sa formation échoue en quarts de finale et se classe 5e de la compétition.
Lors de la coupe de France 1973, le joueur du Stade de Reims Richard Krawczyk le blesse en lui provoquant une rupture du tendon d'achille, provoquant la fin de sa carrière.

## Palmarès

### Dinamo Bucarest
- Championnat de Roumanie
  - Champion : 1962, 1963, 1964, 1965

- Coupe de Roumanie
  - Vainqueur : 1964, 1968

### Nîmes Olympique
- Championnat de France
  - Vice-Champion : 1972

- Coupe des Alpes
  - Vainqueur' : 1972